# Завоювання Кромвелем Ірландії
Завоювання Кромвелем Ірландії (1649—1653) було повторним завоюванням Ірландії Англійською Співдружністю на чолі з Олівером Кромвелем. Вона є частиною Ірландських конфедеративних воєн 1641—1652 років і ширшої війни трьох королівств 1639—1653 років. Сучасні оцінки показують, що протягом цього періоду Ірландія зазнала демографічних втрат на загальну суму приблизно від 15 до 20 % населення до 1641 року через бойові дії, голод і бубонну чуму.
Ірландське повстання 1641 року перевело більшу частину Ірландії під контроль Ірландської католицької конфедерації, яка брала участь у багатосторонній війні з ірландськими роялістами, парламентаріями, шотландськими ковенантами та пресвітеріанським ополченням.
Після страти Карла I у січні 1649 року та створення Співдружності Англії конфедерати об'єдналися зі своїми колишніми опонентами роялістами. 12 000 військ Співдружності під командуванням Кромвеля висадилися в Дубліні в серпні 1649 року, і до кінця 1650 року Конфедерація зазнала поразки, хоча спорадична партизанська війна тривала до 1653 року.
Закон про заселення Ірландії 1652 року заборонив католикам займати більшість державних посад і конфіскував велику кількість їхніх земель, які були передані британським поселенцям. Це стало постійним джерелом невдоволення, а саме завоювання було жорстоким, і Кромвель залишається глибоко зневаженою фігурою в Ірландії Наскільки він особисто відповідальний за звірства, досі обговорюється; деякі історики припускають, що його дії були в межах того, що тоді вважалося загальноприйнятими правилами ведення війни, тоді як інші з цим не погоджуються. 

## Фон
Після страти Карла I у січні 1649 року новостворена Співдружність Англії вжила заходів, щоб відновити контроль над Ірландією. Першою і найактуальнішою причиною став союз, підписаний у 1649 році між ірландськими конфедеративними католиками та Карлом II, проголошеним королем Ірландії в січні 1649 року. Це дозволило ввести в Ірландію війська роялістів і передати католицькі війська Ірландської конфедерації під командування офіцерів роялістів на чолі з Джеймсом Батлером, графом Ормонд.
По-друге, парламент також мав давнє зобов'язання знову завоювати Ірландію, яке бере свій початок ще з часів Ірландського повстання 1641 року. Навіть якби ірландські конфедерати не вступили в союз з роялістами, цілком ймовірно, що англійський парламент зрештою спробував би вторгнутися в країну, щоб придушити там католицьку владу. Парламент посилав парламентські війська до Ірландії протягом усіх війн Трьох Королівств (більшість з них під проводом Майкла Джонса в 1647 році).
Вони розглядали Ірландію як частину території, що по праву належить Королівству Англія і лише тимчасово вийшла з-під його контролю після повстання 1641 року. Багато парламентарів хотіли покарати ірландців за звірства, які вони нібито вчинили проти переважно шотландських протестантських поселенців під час повстання 1641 року. Крім того, деякі ірландські міста (зокрема, Вексфорд і Вотерфорд) слугували базами, з яких протягом 1640-х років кавалери нападали на англійські судна.
Крім того, англійський парламент мав фінансовий імператив для вторгнення в Ірландію, щоб конфіскувати тамтешні землі для виплати боргів своїм кредиторам.
З 1642 року парламент залучив позики на 10 мільйонів фунтів стерлінгів відповідно до Закону про шукачів пригод, щоб підкорити Ірландію, на підставі того, що його кредитори отримають відплату за рахунок землі, конфіскованої в ірландських повстанців-католиків. Щоб повернути ці позики, необхідно було б завоювати Ірландію та конфіскувати цю землю. У парламентарів також були внутрішньополітичні причини відправити війська до Ірландії. Армійські повстання під Бенбері та Бішопсгейтом у квітні та травні 1649 року викликали занепокоєння в армії Нової моделі, і вимоги солдатів, ймовірно, зросли б, якби вони залишилися бездіяльними.
Нарешті, для деяких парламентарів війна в Ірландії була релігійною війною. Кромвель і більша частина його армії були пуританами, які вважали всіх римо-католиків єретиками, тому для них завоювання було частково хрестовим походом.
Ірландські конфедерати були забезпечені зброєю та грошима від папства і вітали папського легата П'єрфранческо Скарампі, а пізніше папського нунція Джованні Баттіста Рінуччіні в 1643—1649 роках.

## Битва під Ратмайнсом і висадка Кромвеля в Ірландії
До кінця періоду, відомого як Конфедеративна Ірландія, у 1649 році єдиний парламентський форпост в Ірландії знаходився в Дубліні під командуванням полковника Джонса. Об'єднані сили роялістів і конфедератів під керівництвом маркіза Ормонда зібралися в Ратмайнс, на південь від Дубліна, щоб взяти місто та позбавити парламентарів порту, в якому вони могли висадитися. Однак Джонс здійснив несподівану атаку на роялістів, коли вони розгорталися 2 серпня, змусивши їх утекти. Джонс стверджував, що вбив близько 4000 солдат роялістів або конфедератів і взяв 2517 полонених.
Олівер Кромвель назвав битву «дивовижною милістю, настільки великою та тимчасовою, що ми схожі на тих, хто мріяв», оскільки це означало, що він мав безпечний порт, у якому міг висадити свою армію в Ірландії, і що він зберіг столиця. Оскільки адмірал Роберт Блейк блокував залишився роялістський флот під командуванням принца Руперта Рейнського в Кінсейлі, Кромвель висадився 15 серпня з тридцятьма п'ятьма кораблями, наповненими військами та обладнанням. Через два дні Генрі Іретон висадився на берег із ще сімдесятьма сімома кораблями.
Війська Ормонда в безладді відступили з околиць Дубліна. Вони були сильно деморалізовані своєю несподіваною поразкою під Ратмайнсом і були нездатні вести чергову битву в короткостроковій перспективі. У результаті Ормонд сподівався утримати обгороджені стінами міста на східному узбережжі Ірландії, щоб затримати просування Кромвеля до зими, коли він сподівався, що «Голод полковника та серйозна хвороба» (тобто голод і хвороби) виснажать їхні ряди.

## Облога Дрогеди
Висадившись, Кромвель продовжив взяти інші портові міста на східному узбережжі Ірландії, щоб сприяти ефективній висадці припасів і підкріплень з Англії. Першим містом, яке впало, була Дрогеда, близько 50 км на північ від Дубліна. Гарнізоном Дрогеди був полк із 3000 солдатів англійських роялістів та ірландських конфедератів під командуванням Артура Астона. Після тижневої облоги війська Кромвеля зламали стіни, що захищали місто. Астон відхилив прохання Кромвеля здатися. Під час наступної битви за місто Кромвель наказав не давати зради, і більшість гарнізону та католицьких священиків було вбито. Багато мирних жителів також загинуло в мішку, якого круглоголові до смерті забили Астона його власною дерев'яною ногою.
Різанина гарнізону в Дрогеді, в тому числі деяких після того, як вони здалися, і деяких, які сховалися в церкві, була сприйнята в Ірландії з жахом і використовується сьогодні як приклад надзвичайної жорстокості Кромвеля.
Захопивши Дрогеду, Кромвель повів більшу частину своєї армії на південь, щоб захистити південно-східні порти. Він послав на північ загін із 5000 чоловік під командуванням Роберта Венейблса, щоб забрати східний Ольстер у залишків шотландської армії ковенантів, яка висадилася там у 1642 році. Вони перемогли шотландців у битві при Ліснагарві (6 грудня 1649 р.) і з'єдналися з парламентською армією, що складалася з англійських поселенців, що базувалася навколо Деррі в західному Ольстері, якою командував Чарльз Кут.

## Уексфорд, Уотерфорд і Данканнон

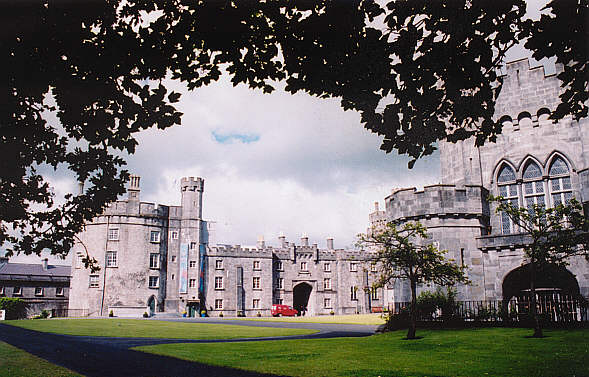
Замок Кілкенні. Столиця Ірландської Конфедерації Кілкенні перейшла до Кромвеля в 1650 році.

Потім армія Нової моделі рушила на південь, щоб захистити порти Вексфорд, Уотерфорд і Данканнон. Вексфорд став ареною іншого сумнозвісного злочину: пограбування Вексфорда, коли парламентські війська увірвалися в місто, поки тривали переговори про його капітуляцію, і розграбували його, убивши близько 2000 солдатів і 1500 городян і спаливши більшу частину міста. 
Командувач роялістів Ормонд вважав, що терор армії Кромвеля паралізує його війська. Такі міста, як Нью-Рос і Карлоу, згодом здалися на умовах, коли їх обложили війська Кромвеля. З іншого боку, масові вбивства захисників Дрогеди та Вексфорда продовжили опір в інших місцях, оскільки вони переконали багатьох ірландських католиків, що їх уб'ють, навіть якщо вони здадуться.
Такі міста, як Вотерфорд, Данканнон, Клонмел, Лімерік і Голвей, здалися лише після рішучого опору. Кромвель не зміг взяти Уотерфорд чи Данканнон, і армія Нового зразка була змушена піти на зимові квартири, де багато її солдатів померли від хвороб, особливо тифу та дизентерії. Портове місто Уотерфорд і Данканнон зрештою здалися після тривалої облоги в 1650 році.

## Клонмел і завоювання Мюнстера

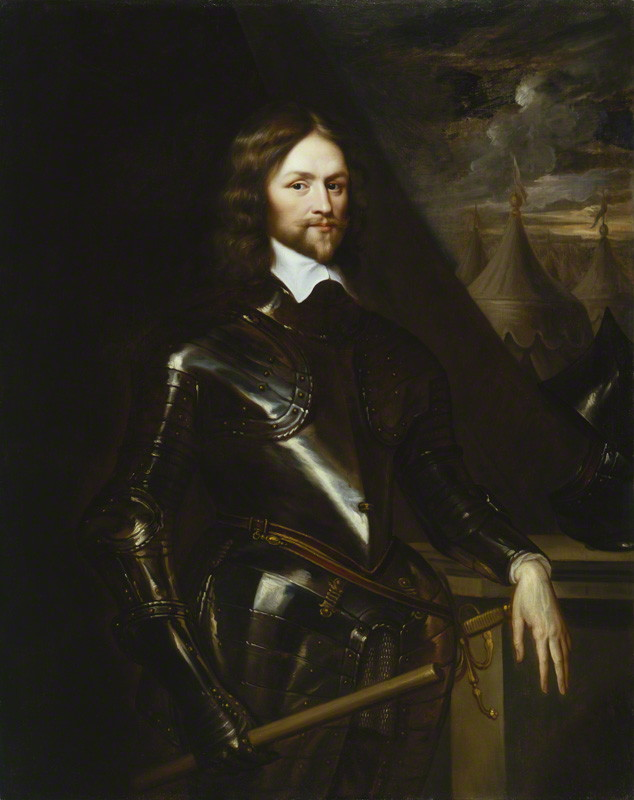
Генрі Іретон. У 1650 році Кромвель передав Іретону командування парламентськими військами в Ірландії. Він помер від хвороби під час облоги Лімерика в 1651 році.

Наступної весни Кромвель зачистив решту обгороджених міст на південному сході Ірландії, зокрема столицю Конфедерації Кілкенні, яка здалася на умовах. Армія нової моделі зазнала єдиної серйозної поразки в Ірландії під час облоги Клонмела, де її атаки на оборону міста було відбито, втративши до 2000 чоловік. Проте наступного дня місто здалося.
Трактування Кілкенні та Клонмела у Кромвеля відрізняється від трактування Дрогеди та Вексфорда. Незважаючи на те, що його війська зазнали значних втрат, атакуючи перших двох, Кромвель дотримувався умов капітуляції, які гарантували життя та майно городян і евакуацію озброєних ірландських військ, які їх захищали. Зміна ставлення з боку парламентського командира могла бути визнанням того, що надмірна жорстокість подовжує ірландський опір.
Однак у випадку Дрогеди та Вексфорда угода про капітуляцію не була укладена, і за правилами континентальної облогової війни, поширеними в середині XVII століття, це означало, що не буде надано жодної пощади. Таким чином, можна стверджувати, що ставлення Кромвеля не змінилося.
Роялісти Ормонда все ще утримували більшу частину Мюнстера, але їх обійшов повстання власного гарнізону в Корку. Британські протестантські війська там боролися за парламент до 1648 року і були обурені боротьбою з конфедератами. Їх повстання передало Корк і більшу частину Мюнстера Кромвелю, і вони перемогли місцевий ірландський гарнізон у битві при Макрумі. Ірландські та роялістські війська відступили за річку Шеннон у Коннахт або (у випадку решти сил Мюнстера) у містечко графства Керрі.

## Розпад альянсу роялістів
У травні 1650 року Карл II відмовився від свого союзу з Ірландською конфедерацією і погодив Бредський договір з урядом Ковенантера в Шотландії. Це повністю підірвало позиції Ормонда як голови роялістської коаліції в Ірландії. Кромвель опублікував щедрі умови капітуляції для протестантських роялістів в Ірландії, і багато з них або капітулювали, або перейшли на бік парламентарів.
Це залишило в полі лише решту ірландських католицьких армій і кількох твердолобих англійських роялістів. З цього моменту багато ірландських католиків, у тому числі їхні єпископи та духовенство, запитували, чому вони повинні прийняти керівництво Ормонда, коли його господар, король, відмовився від свого союзу з ними. Початок англо-шотландської війни (1650—1652) змусив Кромвеля покинути Ірландію та впоратися з новою загрозою, передавши командування Генрі Іретону.

## Скаррифоліс і знищення армії Ольстера
Найбільш грізною силою, що залишилася ірландцям і роялістам, була 6-тисячна армія Ольстера, якою раніше командував Оуен Ро О'Ніл, який загинув у 1649 році. Однак армією тепер командував недосвідчений католицький єпископ на ім'я Гебер Мак-Махон. Армія Ольстера зустрілася з армією парламентаріїв під командуванням Чарльза Кута в битві при Скаррифголісі в графстві Донегал у червні 1650 року. Ольстерську армію було розгромлено, а близько 2000 її солдатів було вбито. Крім того, Мак-Магон і більшість офіцерів Ольстерської армії були або вбиті в битві, або захоплені в полон і страчені після неї. Це ліквідувало останню сильну польову армію, що протистояла парламентаріям в Ірландії, і закріпило за ними північну провінцію Ольстер. Армія Кута, незважаючи на значні втрати під час облоги Шарлемонта, останньої католицької фортеці на півночі, тепер могла вільно йти на південь і вторгнутися на західне узбережжя Ірландії.

## Облога Лімерика і Голвея

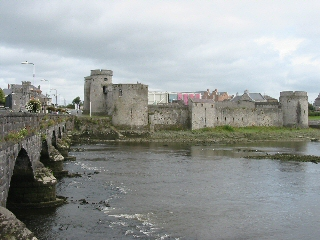
Замок короля Джона і міст Томонд, місто Лімерік. Іретон взяв Лімерік у 1651 році після тривалої облоги.

У жовтні 1650 року парламентарії перетнули річку Шеннон у західну провінцію Коннахт. Ірландська армія під командуванням Кланрікарда намагалася їх зупинити, але була здивована та розгромлена в битві біля острова Мілік. Ормонд був дискредитований постійним потоком поразок ірландських і роялістських сил і більше не мав довіри людей, якими він командував, особливо ірландських конфедератів. Він утік до Франції в грудні 1650 року, і його замінив ірландський дворянин Улік Берк з Кланрікарда на посаді командувача. Ірландські та роялістські війська були закріплені в районі на захід від річки Шеннон і покладали свою останню надію на захист міст Лімерик і Голвей, обнесених міцними стінами на західному узбережжі Ірландії. Ці міста мали потужні сучасні захисні споруди, і їх не можна було взяти прямим штурмом, як у Дрогеді чи Вексфорді. Айретон обложив Лімерік, а Чарльз Кут оточив Голвей, але вони не змогли взяти міцно укріплені міста і натомість блокували їх, поки голод і хвороба не змусили їх здатися. Ірландські війська з графства Керрі намагалися звільнити Лімерик з півдня, але були перехоплені та розгромлені в битві при Нокнаклеші. Лімерік впав у 1651 році, а Голвей наступного року. Однак хвороба вбивала без розбору, і Іретон разом із тисячами військових парламентарів помер від чуми під Лімериком у 1651 році.

## Партизанська боротьба, голод і чума

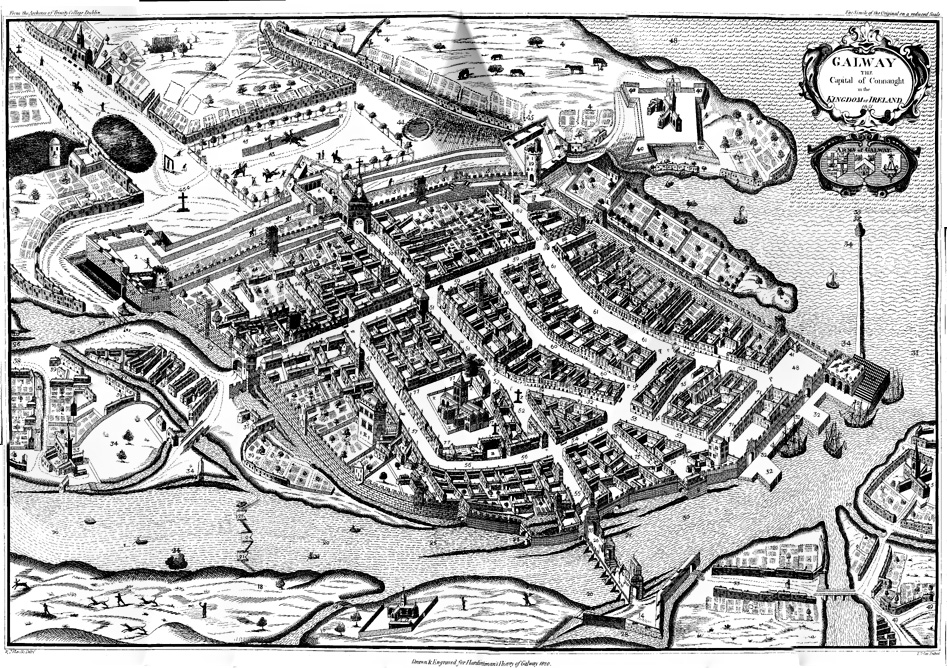
Сильно укріплене місто Голвей у 1651 році. Це була остання ірландська фортеця, яка впала до рук парламентарів, здавшись у 1652 році.

Падіння Голвея означало кінець організованого опору кромвельському завоюванню, але бої тривали, оскільки невеликі загони ірландських військ розпочали партизанські атаки на парламентарів.
Партизанська фаза війни тривала з кінця 1650 року і наприкінці 1651 року, незважаючи на поразку основних ірландських або роялістських сил, за оцінками, проти парламентарів все ще залишалося 30 000 чоловіків зі зброєю. Торі (від ірландського слова tóraí, що означає «переслідувач» або «поза законом») діяли зі складної місцевості, як-от Болото Аллена, гори Віклоу та країна Драмлін на півночі Мідленда, і за кілька місяців зробили сільську місцевість надзвичайно небезпечною для всіх, крім великі партії парламентських військ.
У 1650 році Іретон спорядив каральну експедицію до гір Віклоу, щоб спробувати подолати там торі, але безуспішно.
На початку 1651 року було повідомлено, що жоден англійський конвой із постачанням не був безпечним, якщо він пройшов більше двох миль від військової бази. У відповідь парламентарі знищили запаси продовольства та примусово виселили цивільних осіб, які, як вважалося, допомагали Торі. Джон Гьюсон систематично знищував продовольчі запаси в графствах Віклоу та графстві Кілдер, Хардрес Воллер робив те саме в Беррені в графстві Клер, як і полковник Кук у графстві Вексфорд. Результатом став голод у більшій частині Ірландії, посилений спалахом бубонної чуми.
З розгортанням партизанської війни парламентарі станом на квітень 1651 року визначили такі території, як графство Віклоу та більшу частину півдня країни, як зони, які тепер називатимуть зонами вільного вогню, де будь-кого, хто знайдеться, «заберуть убитим і знищені як вороги, а їхня худоба та добро будуть відібрані або зіпсовані як власність ворогів». Ця тактика мала успіх у Дев'ятирічній війні.
Цей етап війни був, безумовно, найдорожчим з точки зору втрат цивільного населення. Поєднання війни, голоду та чуми спричинило величезну смертність серед ірландського населення. Вільям Петті підрахував (у дослідженні 1655—1656 років), що кількість загиблих у війнах в Ірландії з 1641 року становила понад 618 000 осіб, або близько 40 % довоєнного населення країни. З них, за його підрахунками, понад 400 000 були католиками, 167 000 були вбиті безпосередньо війною чи голодом, а решта — через хвороби, пов'язані з війною. Сучасні оцінки свідчать про наближення до 20 %.
Крім того, близько п'ятдесяти тисяч ірландців, у тому числі військовополонених, були продані як наймані слуги під режимом Англійської Співдружності.   Їх часто відправляли до англійських колоній у Північній Америці та Карибському басейні, де вони згодом становили значну частину населення деяких карибських колоній наприкінці 17 століття. На Барбадосі деякі з їхніх нащадків відомі як червононогі.
Зрештою партизанська війна була припинена, коли парламентарі опублікували умови капітуляції в 1652 році, що дозволяло ірландським військам виїжджати за кордон, щоб служити в іноземних арміях, які не воюють з Англійською Співдружністю. Більшість поїхала до Франції чи Іспанії. Найбільші ірландські партизанські загони під проводом Джона Фіцпатріка (у Лейнстері, Едмунда О'Двайера (у Мюнстері) та Едмунда Дейлі (у Коннахті) капітулювали в 1652 році згідно з умовами, підписаними в Кілкенні в травні того ж року. Однак наприкінці року вважалося, що до 11 000 чоловіків, переважно в Ольстері, все ще перебували в бойових діях. Останні ірландські та роялістські війська (залишки Ольстерської армії Конфедерації на чолі з Філіпом О'Райлі) офіційно капітулювали в Клафготері в графстві Каван 27 квітня 1653 року.
Потім 27 вересня 1653 року англійський парламент оголосив про придушення ірландського повстання. Проте партизанська війна на низькому рівні тривала до кінця десятиліття і супроводжувалася повсюдним беззаконням. Безсумнівно, деякі з торі були простими розбійниками, тоді як інші були політично мотивованими. Кромвеліанці розрізняли винагороду за інформацію або захоплення розбійників між «приватними» та «публічними».

## Поселення Кромвеля

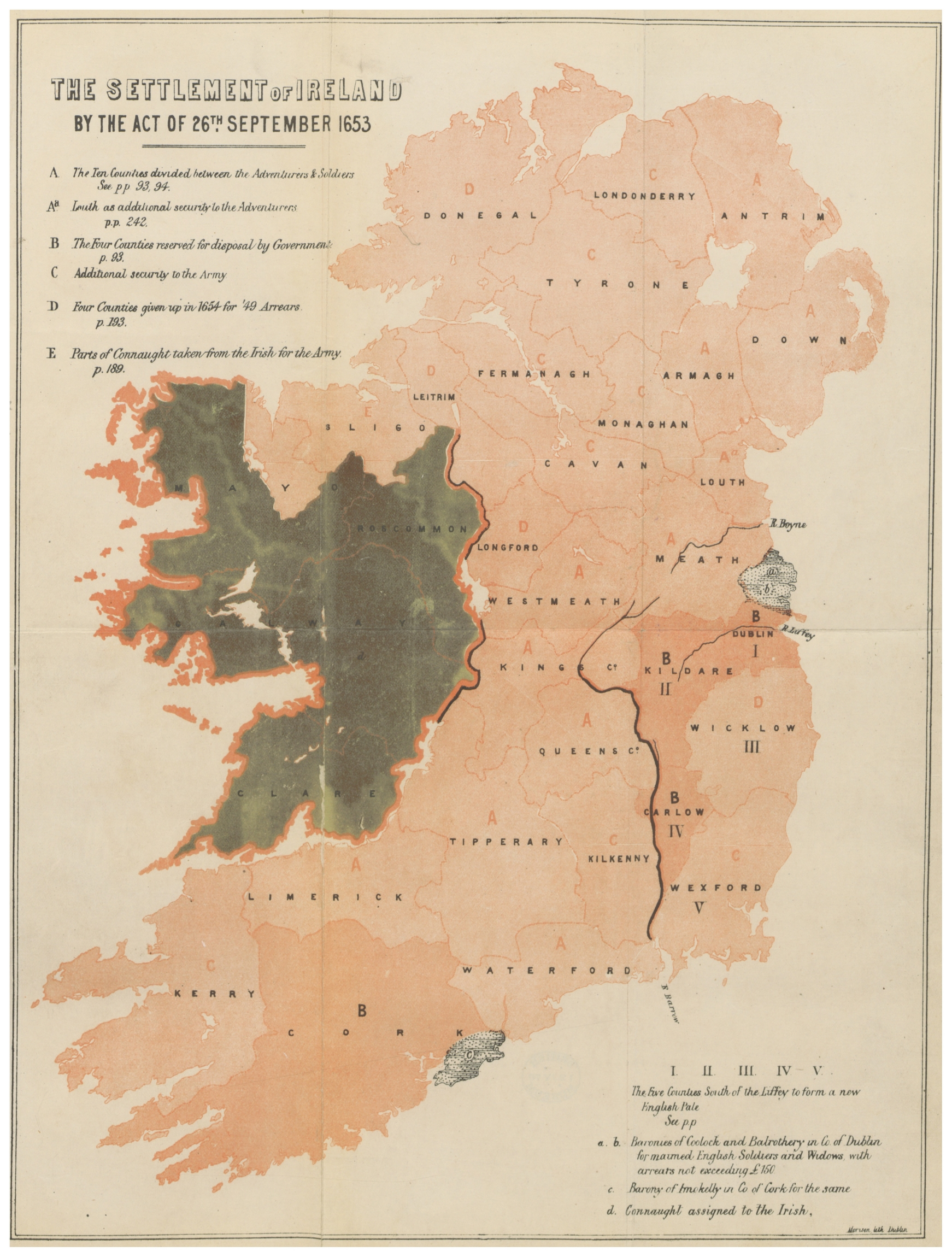
Після перемоги Кромвеля величезні території землі були конфісковані, а ірландські католики були вислані на землі Коннахта.

Англійський парламент наклав на ірландське католицьке населення надзвичайно суворе врегулювання. Це було через його глибоку релігійну антипатію до католицької релігії та з метою покарання ірландських католиків за повстання 1641 року, зокрема масові вбивства протестантських поселенців в Ольстері. Крім того, парламенту потрібно було зібрати гроші на оплату армії та надати землю тим, хто субсидував війну відповідно до Закону про авантюристів ще в 1640 році.
Кожного, хто був причетний до повстання 1641 року, було страчено. У тих, хто брав участь у створенні Конфедеративної Ірландії, було конфісковано всю землю, а тисячі людей було перевезено до Вест-Індії як наймані робітники. Ті землевласники-католики, які не брали участі у війнах, все одно мали землю конфіскованої, хоча вони мали право вимагати землю в Коннахті як компенсацію. Крім того, католикам не дозволялося жити в містах. Ірландські солдати, які воювали в арміях Конфедерації та Роялістів, у великій кількості покинули країну, щоб знайти службу в арміях Франції та Іспанії — Вільям Петті оцінив їхню кількість у 54 000 чоловік. Практика католицизму була заборонена, а за захоплення священиків пропонувалися винагороди, яких страчували, коли їх знаходили.
Довгий парламент прийняв Закон про авантюристів у 1640 році (акт отримав королівську згоду в 1642 році), згідно з яким ті, хто позичав гроші парламенту для підпорядкування Ірландії, отримували платню конфіскованою землею в Ірландії. Крім того, солдати-парламентарі, які служили в Ірландії, мали право на виділення там конфіскованої землі замість заробітної плати, яку парламент не міг виплатити повністю. У результаті багато тисяч ветеранів Армії Нового зразка були поселені в Ірландії. Крім того, довоєнні поселенці-протестанти значно збільшили свою власність на землю (див. також: Плантація Кромвеля). До війни ірландські католики володіли 60 % землі в Ірландії, тоді як до часів реставрації Стюартів, коли католицьким роялістам було надано компенсації, їм належало лише 20 % землі. У період Речі Посполитої католицьке землеволодіння впало до 8 %. Навіть після Реставрації 1660 року католикам було заборонено займати всі державні посади, але не входити в ірландський парламент.

## Історична дискусія
Парламентська кампанія в Ірландії була найжорстокішою за період громадянської війни. Зокрема, дії Кромвеля в Дрогеді та Вексфорді заслужили йому репутацію жорстокого.
Критики Кромвеля вказують на його відповідь на прохання католицьких єпископів до ірландського католицького народу чинити йому опір, у якій він заявляє, що хоча його намір не полягав у «різанині, вигнанні та знищенні католицького населення», якщо вони чинили опір, «я сподіваюся, бути вільним від нещастя та спустошення, крові та руїни, які спіткають їх, і з радістю виявляти проти них найсуворішу». 
Том Рейлі, історик-любитель, якого більшість науковців не сприймають серйозно, у книзі «Кромвель — гідний ворог» стверджує, що те, що сталося під Дрогедою, не було надзвичайно жорстоким за мірками облогової війни 17-го століття. У книзі «Кромвеля підставили» (2014) він також стверджує, що цивільне населення не було мішенню. Джон Моррілл коментує: «Серйозну спробу реабілітації зробив Том Рейлі, „Кромвель: Гідний ворог“ (Лондон, 1999), але вона була значною мірою відкинута іншими вченими». Сам Моррілл стверджував, що те, що сталося в Дрогеді, «не мало прямих паралелей в британській або ірландській історії 17-го століття… Так що різанина в Дрогеді дійсно виділяється своєю нещадністю, поєднанням безжалісності і розрахунку, поєднанням гарячої і холоднокровності». Більше того, історики, які критикують Кромвеля, вказують на те, що в той час вбивства в Дрогеді та Вексфорді вважалися звірствами. Вони посилаються на такі джерела, як Едмунд Ладлоу, парламентський командувач в Ірландії після смерті Айретона, який писав, що тактика, застосована Кромвелем під Дрогедою, демонструвала «надзвичайну жорстокість».
Дії Кромвеля в Ірландії відбувалися в умовах обопільно жорстокої війни. У 1641—1642 роках ірландські повстанці в Ольстері вбили близько 4000 протестантських поселенців, які оселилися на землі, конфіскованій у їхніх колишніх власників-католиків. Протестантська пропаганда збільшувала ці події як спробу ірландських католиків винищити англійських протестантських поселенців в Ірландії, а в памфлетах англійських парламентарів стверджувалося, що понад 200 000 протестантів загинули. У свою чергу, це було використано як виправдання силами англійського парламенту та шотландського ковенанту, щоб помститися ірландському католицькому населенню. У парламентському трактаті 1655 року стверджувалося, що «вся ірландська нація, що складається з шляхти, духовенства та простого народу, як одна нація залучена в цю сварку, щоб викорінити та викорінити з-поміж себе всіх англійських протестантів».
Згодом усі сторони вчиняли звірства. Коли Мерро О'Браєн, граф Інчіквін і парламентський командир у Корку, захопив Кашел у 1647 році, він урізав тамтешній гарнізон і католицьке духовенство (включаючи Теобальда Степлтона), за що отримав прізвисько «Мерро спаленого». У 1648 році Інчіквін змінив лояльність і став командувачем роялістських військ. Після таких боїв, як Дунганс-Хілл і Скарріфхоліс, війська англійського парламенту стратили тисячі своїх ірландських в'язнів-католиків. Подібним чином, коли католицький генерал Конфедерації Томас Престон захопив Мейнут у 1647 році, він повісив його захисників-католиків як відступників.
У цьому світлі дехто стверджує, що суворе проведення парламентської кампанії 1649-53 рр. не є чимось винятковим.
Незважаючи на це, кампанія 1649—1653 рр. залишається сумнозвісною в ірландській народній пам'яті, оскільки вона спричинила величезну кількість смертей серед ірландського населення. Основною причиною цього була контрпартизанська тактика, яку використовували такі командири, як Генрі Іретон, Джон Гьюсон та Едмунд Ладлоу, проти католицького населення з 1650 року, коли значні території країни ще чинили опір парламентській армії. Ця тактика включала масове спалювання врожаю, примусове переміщення населення та вбивство мирних жителів.
За оцінками сера Вільяма Петті, економіста 17-го століття, загальна надлишкова кількість смертей за весь період Війн трьох королівств в Ірландії становила 600 000 із 1 400 000 населення Ірландії в 1641 році. Згідно з сучасними оцінками, було вбито 200 000 осіб, з яких 137 000 були цивільними.
Крім того, такі історики, як Марк Левен і Алан Аксельрод, характеризували все післявоєнне кромвелівське поселення в Ірландії як етнічну чистку, оскільки воно прагнуло видалити ірландських католиків зі східної частини країни, інші, наприклад, історики Тім Пет Куган назвав дії Кромвеля та його підлеглих геноцидом. Після кампанії Кромвеля та поселення відбулося велике позбавлення володіння землевласників, які були католиками, і величезне скорочення населення. Зрештою, набагато більшу кількість уцілілих бідніших католиків не переселили на захід; більшість із них мусили забезпечувати себе самі, працюючи на нових землевласників.

## Віддалені результати
Завоювання Кромвеля завершило британську колонізацію Ірландії, яка була об'єднана в Співдружність Англії, Шотландії та Ірландії в 1653—1659 роках. Він знищив місцеві ірландські католицькі класи землевласників і замінив їх колоністами з британською ідентичністю. Гіркота, спричинена кромвельським врегулюванням, була потужним джерелом ірландського націоналізму з XVII століття.
Після Реставрації Стюартів у 1660 році Англійський король Карл II повернув приблизно третину конфіскованої землі колишнім поміщикам згідно з Актом про поселення 1662 року, але не всю, оскільки йому потрібна була політична підтримка колишніх парламентаріїв Англії. Поколінням пізніше, під час Славетної революції, багато представників ірландського католицького поміщицького класу намагалися скасувати решту кромвельського поселення під час Вільямітської війни в Ірландії (1689–91), де вони масово билися за якобітів. Вони знову зазнали поразки, і багато хто втратив землі, які були повернуті після 1662 року. У результаті ірландські та англійські католики знову не стали повноправними політичними громадянами Британської держави до 1829 року, і їм було законодавчо заборонено купувати цінні пакети акцій землі до Акту про папістів 1778 року.
Уряд Кромвеля також сприяв зменшенню та остаточному вимиранню вовків в Ірландії за допомогою таких методів, як вирубка лісів та антивовче законодавство, останнє включало винагороду за вбивство вовків.
- Дивись також

- Британська військова історія
- Хронологія воєн трьох королівств
- Історія Ірландії (1536—1691)
- Ірландські конфедеративні війни
- Війни трьох королівств
- " Tuireamh na hÉireann "

## Нотатки
1. ↑  Формулювання цієї версії взято з лондонського видання, Томас Карлайл зазначає, що інша сучасна версія, скопійована з оригінального видання в Корку, закінчується фразою «і буде радіти, щоб діяти суворо проти них», і він стверджує, що «це, ймовірно, істинне читання» (Carlyle, 2010).

## Подальше читання
- Butler, William (1903). Oliver Cromwell in Ireland . У O'Brien, R. Barry (ред.). Studies in Irish History, 1649–1775 (англ.). Dublin: Browne and Nolan. с. 1—65.
- Canny, Nicholas P. Making Ireland British 1580—1650, Oxford 2001, ISBN 0-19-820091-9
- Gentles, Ian. The New Model Army, Cambridge 1994, ISBN 0-631-19347-2
- O'Siochru, Micheal, God's Executioner- Oliver Cromwell and the Conquest of Ireland, Faber & Faber, London, 2008.
- Plant, David. Cromwell in Ireland: 1649–52, British Civil Wars, Retrieved 22 September 2008
- Stradling, R.A. The Spanish monarchy and Irish mercenaries, Irish Academic Press, Dublin 1994.
- Excerpts, support for and a critique of Tom Reilly's Cromwell, an Honourable Enemy (1999)